# يوم ذي أحثال
يوم ذي احثال احد أيام العرب في الجاهلية، بين بني دارم من تميم وبكر ابن وائل، وقد وقعت المعركة في وادي أحثال

## المعركة
يوم ذي أحثال بين بني دارم وبكر بن وائل، اغارت بكر على بني دارم بقيادة الحوفزان، في أحثال، فانتصرت بني دارم على بكر وأُسِر الحوفزان بن شريك قاتل الملوك وسالبها أنفسها أَسَره حنظلة بن بشر بن عمرو بن عدس بن زيد بن عبد اللّٰه بن دارم.
وقيل فيه:
وقال البعيث مفتخراً: 